# Männer-Handballnationalmannschaft der Dominikanischen Republik
Die Männer-Handballnationalmannschaft der Dominikanischen Republik repräsentiert den Handballverband der Dominikanischen Republik als Auswahlmannschaft auf internationaler Ebene bei Länderspielen im Handball gegen Mannschaften anderer nationaler Verbände.

## Geschichte
Die Dominican Republic Handball Federation wurde 1982 gegründet ist seitdem Mitglied in der Internationalen Handballföderation (IHF) sowie seit 2019 in der Handballkonföderation Nordamerikas und der Karibik (NACHC). Größte Erfolge sind die drei Titel bei den Zentralamerika- und Karibikspielen sowie die beiden Titel beim Karibischen Handballpokal.

## Internationale Großereignisse

### Olympische Spiele
Bisher keine Teilnahme.

### Weltmeisterschaften
Bisher keine Teilnahme.

### Panamerikameisterschaften
An der Handball-Panamerikameisterschaft der Männer nahm die Mannschaft zweimal teil. Sie diente als Qualifikation zur Handball-Weltmeisterschaft der Männer. Die Panamerikameisterschaften wurden 2020 abgelöst von den Nordamerikanischen und karibischen Handballmeisterschaften und den Süd- und zentralamerikanischen Handballmeisterschaften.
- Panamerikameisterschaft 1980: nicht teilgenommen
- Panamerikameisterschaft 1981: nicht teilgenommen
- Panamerikameisterschaft 1983: nicht teilgenommen
- Panamerikameisterschaft 1985: nicht teilgenommen
- Panamerikameisterschaft 1989: nicht teilgenommen
- Panamerikameisterschaft 1994: nicht teilgenommen
- Panamerikameisterschaft 1996: nicht teilgenommen
- Panamerikameisterschaft 1998: nicht teilgenommen
- Panamerikameisterschaft 2000: 6. Platz (von 8 Mannschaften)
- Panamerikameisterschaft 2002: nicht teilgenommen
- Panamerikameisterschaft 2004: nicht teilgenommen
- Panamerikameisterschaft 2006: nicht teilgenommen
- Panamerikameisterschaft 2008: nicht teilgenommen
- Panamerikameisterschaft 2010: 8. Platz (von 8 Mannschaften)
- Panamerikameisterschaft 2012: nicht teilgenommen
- Panamerikameisterschaft 2014: nicht teilgenommen
- Panamerikameisterschaft 2016: nicht teilgenommen
- Panamerikameisterschaft 2018: nicht teilgenommen

### Nordamerikanische und karibische Handballmeisterschaft
Seit der Austragung 2020 ist jeweils die Siegermannschaft der Nordamerikanischen und karibischen Handballmeisterschaft der Männer für die Weltmeisterschaft im Folgejahr qualifiziert.
- Nordamerikanische und karibische Handballmeisterschaft der Männer 2014: nicht teilgenommen
- Nordamerikanische und karibische Handballmeisterschaft der Männer 2016: nicht ausgetragen
- Nordamerikanische und karibische Handballmeisterschaft der Männer 2018: 6. Platz (von 6 Mannschaften)
- Nordamerikanische und karibische Handballmeisterschaft der Männer 2020: ausgefallen
- Nordamerikanische und karibische Handballmeisterschaft der Männer 2022: nicht teilgenommen

### Panamerikanische Spiele
- Panamerikanische Spiele 1987: nicht teilgenommen
- Panamerikanische Spiele 1991: nicht teilgenommen
- Panamerikanische Spiele 1995: nicht teilgenommen
- Panamerikanische Spiele 1999: nicht teilgenommen
- Panamerikanische Spiele 2003: 7. Platz (von 8 Mannschaften)
- Panamerikanische Spiele 2007: 6. Platz (von 8 Mannschaften)
- Panamerikanische Spiele 2011: 4. Platz (von 8 Mannschaften)
- Panamerikanische Spiele 2015: 8. Platz (von 8 Mannschaften)
- Panamerikanische Spiele 2019: nicht teilgenommen
- Panamerikanische Spiele 2023: 8. Platz (von 8 Mannschaften)

### Karibischer Handballpokal
Am Karibischen Handballpokal bzw. der Karibischen Handballmeisterschaft nahm die Auswahl dreimal teil und gewann zweimal. Das Turnier dient als Qualifikation für die Zentralamerika- und Karibikspiele.
- Karibischer Handballpokal der Männer 2013: 1. Platz (von 5 Mannschaften)
- Karibischer Handballpokal der Männer 2017: 3. Platz (von 6 Mannschaften)
- Karibischer Handballpokal der Männer 2022: 1. Platz (von 4 Mannschaften)

### Zentralamerika- und Karibikspiele
An den Handballturnieren der Zentralamerika- und Karibikspiele nahm die Mannschaft bisher sechsmal teil und gewann dreimal.
- Zentralamerika- und Karibikspiele 1993: nicht teilgenommen
- Zentralamerika- und Karibikspiele 2002: 1. Platz (von 4 Mannschaften)
- Zentralamerika- und Karibikspiele 2006: 1. Platz (von 7 Mannschaften)
- Zentralamerika- und Karibikspiele 2010: 1. Platz (von 7 Mannschaften)
- Zentralamerika- und Karibikspiele 2014: 2. Platz (von 8 Mannschaften)
- Zentralamerika- und Karibikspiele 2018: 4. Platz (von 8 Mannschaften)
- Zentralamerika- und Karibikspiele 2023: 2. Platz (von 8 Mannschaften)

## IHF North American and Caribbean Emerging Nations Championship
Bei der vom Weltverband ausgerichteten IHF North American and Caribbean Emerging Nations Championship nahm die Mannschaft bisher einmal teil.
- IHF North American and Caribbean Emerging Nations Championship 2019: 3. Platz (von 12 Mannschaften)